# Bangs (Teksas)
Bangs je grad u američkoj saveznoj državi Teksas. Prema popisu stanovništva iz 2010. u njemu je živjelo 1.603 stanovnika.